# ふうせんガム〜MHK 2011 ver.〜
「ふうせんガム〜MHK 2011 ver.〜」（ふうせんガム〜エム・エイチ・ケー 2011 バージョン〜）は、竹原ピストルと水野雄介とホーミータイツによる、2012年2月29日によしもとアール・アンド・シーから発売されたミュージック・ビデオ収録DVD付シングル。

## 概要
本作は竹原の2ndフルアルバム 『SKIP ON THE POEM』収録楽曲である「ふうせんガム」がテレビ番組「松本人志のコントMHK」エンディングテーマ曲として使用されるにあたり、バンド編成にて再録音したものである。

## 収録曲
CD
1. ふうせんガム〜MHK 2011 ver.〜（3：39）[1]
作詞・作曲：竹原ピストル
編曲：水野雄介・ホーミータイツ

DVD
1. ふうせんガム〜MHK 2011 ver.〜（MUSIC VIDEO）